# Liste der Bischöfe und Erzbischöfe von Barcelona
Die folgenden Personen waren Bischöfe und Erzbischöfe von Barcelona in Katalonien (Spanien):
- Pretextat (ca. 347)
- Pacian (ca. 391)
- Lampi (ca. 400)
- Sigisari (ca. 415)
- Nundinari († um 465)
- Agrici (ca. 517)
- Nebridi (ca. 540)
- Patern (ca. 546)
- Ugern oder Ugno (ca. 580–599)
- Emila (ca. 600–633)
- Ola (ca. 634–638)
- Quirze (ca. 640–666)
- Idaci oder Idali (ca. 666–689)
- Laülf (ca. 689–702)
- Johannes (ca. 850)
- Adaulf (ca. 850–860)
- Frodoi (ca. 861–890)
- Theodorich oder Teoderic (um 904–† 937)
- Guilara (ca. 937–† 959)
- Pere (ca. 962–973)
- Vives (974–995)
- Aeci (995–1010)
- Deudat (1010–1029)
- Guadall Domnuç (1029–1035)
- Guislabert (1035–1062)
- Berenguer (1062–1069)
- Umbert (1069–1095)
- Bertran (1086–1095)
- Folc Il de Cardona (1096–1099) (Haus Folch de Cardona)
- Berenguer Bernat (1100–1106)
- Ramon Guillem (1107–1114)
- Heiliger Oleguer (1116–1137)
- Arnau Ermengol (1137–1143)
- Guillem de Torroja (1144–1171)
- Bernat de Berga (1172–1188)
- Ramon de Castellvell (1189–1199)
- Berenguer de Palou I. (1200–1206)
- Pere de Cirac (1208–1211)
- Berenguer de Palou II. (1212–1241)
- Pere de Centelles (1241–1252)
- Arnau de Gurb (1252–1284)
- Guerau de Gualba (1284–1285)
- Bernat Pelegrí (1288–1300)
- Ponç de Gualba (1303–1334)
- Ferrer d'Abella (1334–1344)
- Bernat Oliver (1345–1346)
- Miquel de Ricoma (1346–1361)
- Guillem de Torrelles (1361–1369)
- Berenguer d'Erill (1369–1370)
- Pere de Planelles (1371–1385)
- Ramon d'Escales (1386–1389)
- Joan Ermengol (1389–1408)
- Francesc de Blanes (1408–1410)
- Francisco Climent Sapera (1410–1415)
- Andreu Bertran (1415–1419)
- Francisco Climent Sapera (1420–1429) (Administrator)
- Andreu Bertran (1431–1433) (Administrator)
- Simô Salvador (1433–1445)
- Jaume Girard (1445–1456)
- Joan Soler (1458–1463)
- Joan Ximenis Cerdà (1464–1472)
- Roderic de Borja i Escriva (1472–1478)
- Gonzalo Fernàndez de Heredla (1478–1490)
- Pere García (1490–1505)
- Enrique Cardona (1505–1512) (auch Erzbischof von Monreale, (Haus Folch de Cardona))
- Martín García Puyazuelo (1511–1521)
- Guillem Ramon de Vic (1519–1525)
- Silvio Passerini (1525–1529)
- Luis Cardona (1529–1531) (auch Erzbischof von Tarragona, (Haus Folch de Cardona))
- Juan Cardona (1531–1546) (Haus Folch de Cardona)
- Jaime Casador (1546–1561)
- Guillermo Casador (1561–1570)
- Martín Martínez de Villar (1573–1575)
- Juan Dimas Loris (1576–1598)
- Alfonso Coloma Sa (1599–1603) (auch Bischof von Cartagena)
- Rafael Rovirola (1604–1609)
- Juan de Moncada (1610–1612) (auch Erzbischof von Tarragona)
- Luis Sans Códol (1612–1620)
- Juan Sentís (1620–1632)
- García Gil Manrique (1633–1655)
- Ramón Senmenat Lanuza (1655–1663)
- Diego Astorga Céspedes (1716–1720) (auch Erzbischof von Toledo)
- Andrés de Orbe y Larreátegui (1720–1725) (auch Erzbischof von Valencia)
- Bernardo Jiménez Cascante (1725–1730)
- Gaspar de Molina y Oviedo, O.S.A. (1731–1734) (auch Bischof von Málaga)
- Felipe Aguado Requejo (1734–1737)
- Francisco Castillo Vintimilla (1738–1747) (auch Bischof von Jaén)
- Francisco Díaz Santos y Bullón (1748–1750) (auch Bischof von Sigüenza)
- Manuel López Aguirre (1750–1754)
- Asensio Sales (1754–1766)
- José Climent Avinent (1766–1775)
- Gabino Valladares Mejía, O.Carm. (1775–1794)
- Eustaquio Azara, O.S.B. (1794–1797)
- Pedro Díaz Valdés (1798–1807)
- Pablo Sitjar Ruata (1808–1831)
- Pedro Martínez San Martín (1832–1849)
- José Domingo Costa y Borrás (1850–1857) (auch Erzbischof von Tarragona)
- Antonio Palau Termes (1857–1862)
- Pantaleón Montserrat Navarro (1863–1870)
- Joaquín Lluch y Garriga, O.C.D. (1874–1877) (auch Erzbischof von Sevilla)
- José Maria de Urquinaona y Vidot (1878–1883)
- Jaime Catalá y Albosa (1883–1899)
- José Morgades y Gili (1899–1901)
- Salvador Casañas i Pagès (1901–1908)
- Juan José Laguarda y Fenollera (1909–1913)
- Enrique Reig y Casanova (1914–1920) (Erzbischof von Valencia)
- Ramón Guillamet y Coma (1920–1926)
- José Miralles y Sbert (1926–1930) (auch Erzbischof von Mallorca)
- Manuel Irurita y Almándoz (1930–1936)

1964 wurde das Bistum zum Erzbistum erhoben
- Gregorio Modrego y Casaus (1942–1967), ab 1964 erster Erzbischof von Barcelona
- Marcelo González Martín (1967–1971) (dann Erzbischof von Toledo)
- Narciso Kardinal Jubany Arnau (1971–1990)
- Ricardo María Kardinal Carles Gordó (1990–2004)
- Lluís Kardinal Martínez Sistach (2004–2015)
- Juan José Kardinal Omella Omella (seit 2015)